# Pave Zacharias
Zacharias (679 - 15. marts 752) var pave fra 3. december eller 5. december 741 frem til sin død i 752. Som græker fra Santa Severina, Calabrien, var han den sidste pave i det byzantinske pavedømme. Han var sandsynligvis diakon i den romerskkatolske kirke, og underskrev dekreter for det romerske konsil i 732. Han kendte sin forgænger Pave Gregor 3. godt.